# جمال شاه
جمال شاه (بالإنجليزية: Jamal Shah)‏ هو رسام باكستاني، ولد في 1956 في كويته في باكستان.

## وصلات خارجية
- جمال شاه على موقع IMDb (الإنجليزية)
- جمال شاه على موقع قاعدة بيانات الفيلم (الإنجليزية)